# Таємна прогулянка
«Таємна прогулянка» (рос. «Тайная прогулка») — російський радянський воєнний фільм Валерія Михайловського, присвячений 40-річчю перемоги у німецько-радянській війні. Прем'єра відбулась у липні 1985 року.

## Синопсис
Дії фільму відбуваються у вересні 1942 року. За планом радянського командування через лінію фронту на бік противника має бути направлена розвідниця Нійоле, яка у Берліні має вийти на гітлерівських опозиціонерів. Для переходу через фронт організовується загін під командуванням лейтенанта Ареф'єва та декількох солдат. Дорога для загону стане важкою, для більшості навіть останньою.

## У ролях
| Актор             | Роль                     |
| ----------------- | ------------------------ |
| Мірдза Мартінсоне | Нійоле                   |
| Мурат Мамбетов    | Зарлик Сманов            |
| Сергій Варчук     | лейтенант Микола Ареф'єв |
| Андрій Подош'ян   | Артем Чапар'ян           |
| Андрій Троїцький  | Павло Зайцев             |
| Володимир Шихов   | Анатолій Чуйков          |
| Михайло Розанов   | старшина                 |
| Кирило Лавров     | Валерій Степанович       |
| Борис Новиков     | дід Ігнат                |
| Геннадій Фролов   | лейтенант Кириллов       |
| Іван Агафонов     | генерал                  |
| Данило Нетребін   | Степанич                 |
| Артем Іноземцев   | візник                   |
| Віктор Мамаєв     | поліцай Васька           |
| Іван Єкатеринічев | Афанасій                 |
| Оюзас Рігертас    | Вітас                    |
| Олександр Яцко    | Макс фон Гьорліц         |
| Ігор Класс        | офіцер фельжандармерії   |
| Іван Мацкевич     | розвідник-провідник      |
| Ян Янакієв        | німець                   |
| Ігор Кашинцев     | німець                   |

## Знімальна група
- Режисер: Валерій Михайловський
- Сценаристи: Юхим Кльонов
- Оператор: Борис Середін
- Композитор: Веніамін Баснер